# Van Gogh szobája Arles-ban (Van Gogh festményei)

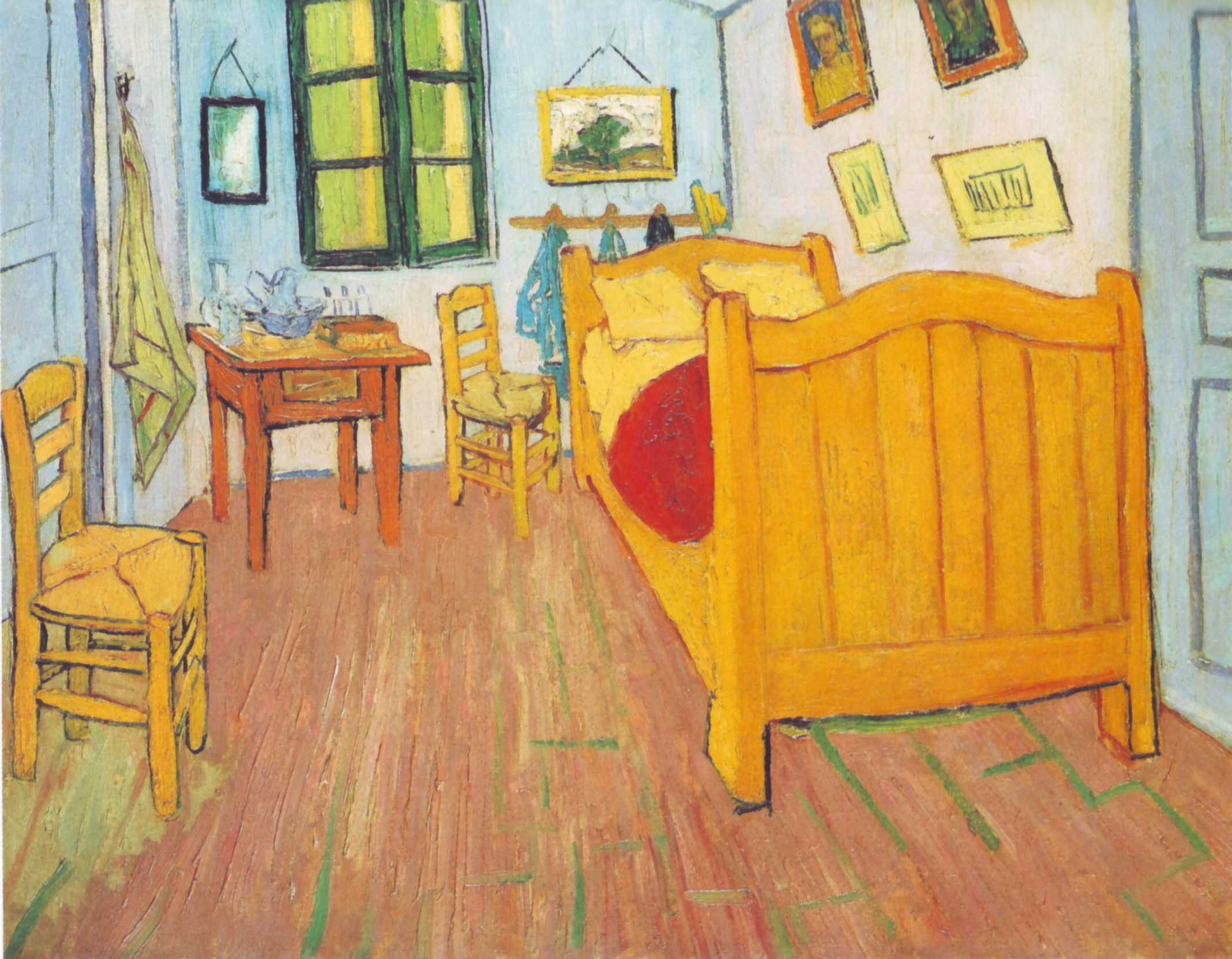
Az első változat

A Van Gogh szobája Arles-ban a művész három, csaknem egyforma festményének magyar elnevezése. (Angolul általában Bedroom in Arles, franciául La Chambre à Arles, hollandul Slaapkamer te Arles néven szerepelnek a katalógusokban.) A művész maga egyszerűen csak Hálószoba (fr: La Chambre à coucher) néven említette őket. A három autentikus változat könnyen megkülönböztethető egymástól a falon látható képek alapján.

## Témája
A képek Van Gogh szobáját ábrázolják Arles-ban, a Lamartine tér 2. szám alatti fogadóban, ami – szintén Van Gogh képei alapján – Sárga ház néven vált híressé.
Az épület a II. világháború során egy légitámadás alatt megsérült és később lebontották. A kutatók azonban megtalálták eredeti alaprajzait, és ez eldöntötte a vitát, hogy a szoba ábrázolása a festményen a művész sajátos látásmódja, esetleg betegsége miatt szabálytalan-e, vagy pedig ilyen volt a valóságban is. Az utóbbi a helyzet, a szoba szabálytalan, trapéz alakú volt, ez nem a művészi fantázia terméke. A szemben lévő fal az ablakkal a bal oldali fallal tompaszöget, a jobb oldalival hegyesszöget zárt be. A jobb oldali ajtó a lépcsőházba nyílt, a bal oldali egy vendégszobába, amit Van Gogh barátja, Gauguin számára tartott fenn.

## Első változat
Van Gogh a festményen 1888 októberében kezdett el dolgozni. Egy levelében részletesen és büszkén számolt be testvérének, Theónak terveiről. Élénk, vidám színeket használt; az egyszerű, szegletes bútorok nyugalmat árasztottak szándékai szerint, a pihenést jelképezték. Levelében vázlatokat is küldött a készülő műről öccsének. Hasonló levelet írt munkájáról Gauguinnek is.
A festmény ezen első változatán az ágy felett ábrázolt képek a barátairól készült festményeinek miniatürizált változatai: Eugène Boch és Paul-Eugène Milliet portréi.
Ez a kép soha nem hagyta el Van Gogh családi hagyatékát. 1962 óta a Vincent van Gogh Alapítvány tulajdonában van, amelyet unokaöccse, Vincent Willem van Gogh hozott létre, és állandó kölcsönként van az amszterdami Van Gogh Múzeumban.

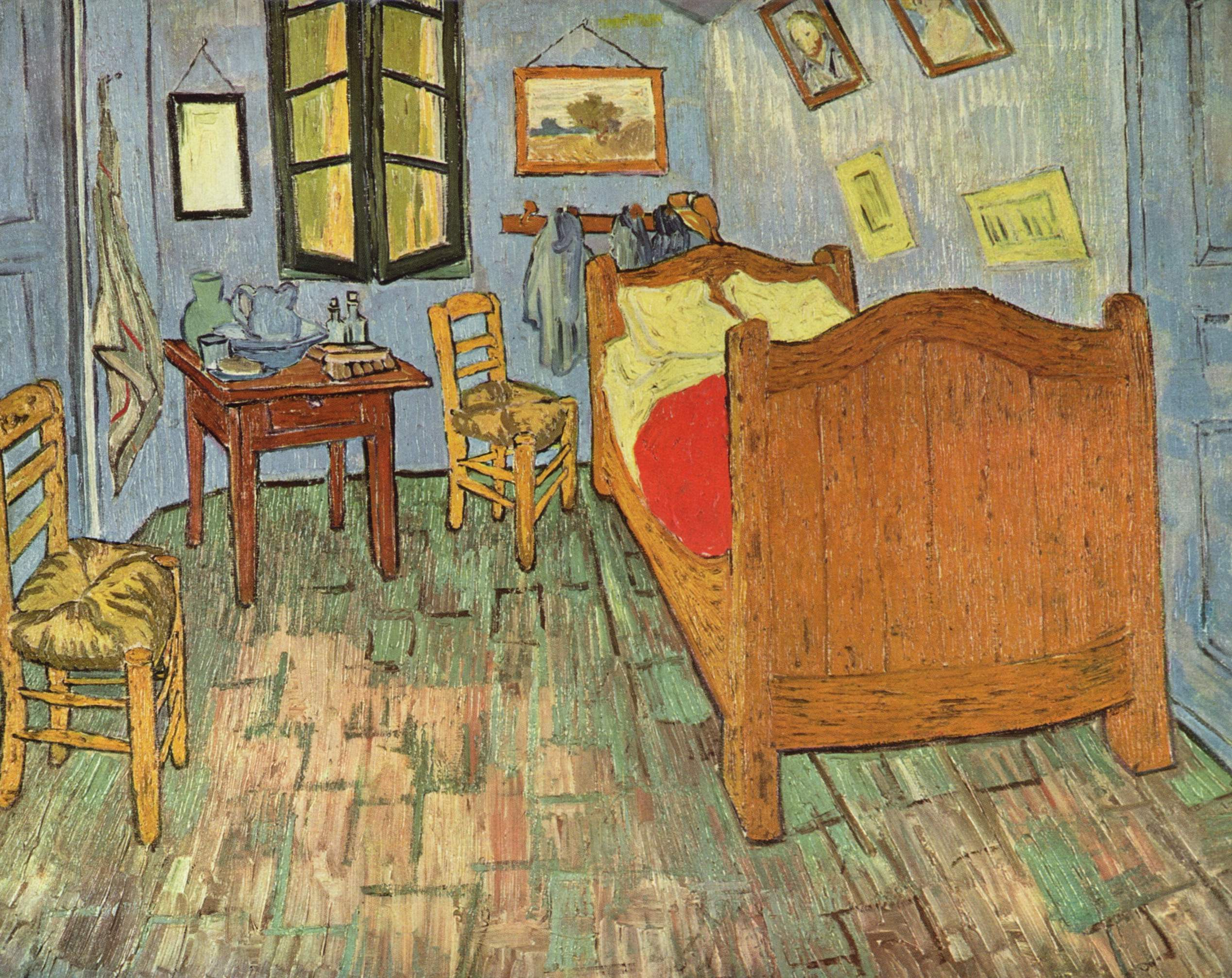
A második változat

## A második változat
1889 áprilisában Van Gogh elküldte a képet öccsének azzal, hogy az sajnálatos módon megsérült a Rhone áradása következtében, amíg ő kórházban volt. Theo azt javasolta, hogy másolja át a képet, és vissza is küldte neki az eredetit. Van Gogh ezt az „ismétlést”, ahogy ő nevezte, 1889 szeptemberében végezte el, és újra elküldte a két képet Theónak.
Ez a kép 1926 óta a chicagói Art Institute tulajdonában van.

A harmadik változat

## A harmadik változat
Van Gogh 1889 nyarán elhatározta, hogy legkedvesebb képeit újra megfesti kisebb változatban (réductions) édesanyja és nővére számára. Ezek között festette újra a Hálószobát is.
Ezúttal sem pontos másolatot festett, hanem kicsit módosított a képen. Az ágy felett az egyik korábbi önarcképét örökítette meg miniatűr formában. A másik képet azonban nem sikerült meggyőzően azonosítani egyik festményével sem.
Ez a kép Van Gogh nővérének, Wil-nek a tulajdonából Matsukata herceg gyűjteményébe került, majd 1959-ben, a francia-japán békeszerződés keretében a francia állam tulajdonába ment át. Jelenleg a párizsi Musée d’Orsay egyik büszkesége.

## A szoba élethű változata
A chicagói Art Institute múzeum 2016-ban elkészítette a szoba élethű másolatát, melyet három hónapon keresztül ki is lehet bérelni.